# Little San Bernardino Mountains
Little San Bernardino Mountains je pohoří na jihu Kalifornie, ve Spojených státech amerických. Leží v krajích San Bernardino County a Riverside County.
Je součástí pásma Transverse Ranges. Nejvyšší horou je Quail Mountain s 1 772 m.

## Geografie
Rozkládá se ze severozápadu na jihovýchod v délce okolo 60 km. Z východu na západ je délka pohoří 50 km, ze severu k jihu je šířka okolo 45 km. Zaujímá plochu 1 486 km². Little San Bernardino Mountains leží jihovýchodně od San Bernardino Mountains. Severně od pohoří se rozkládá Mohavská poušť, východně leží Národní park Joshua Tree, jihovýchodně slané jezero Salton Sea, jižně Koloradská poušť a západně údolí Coachella Valley. Nadmořská výška pohoří se pohybuje mezi 1 200 a 1 650 m.

## Vegetace
Pohoří se nachází v přechodné oblasti mezi Mohavskou a Koloradskou pouští. Z tohoto důvodu je zde značná biodiverzita. Rostou zde například topoly (Populus fremontii) nebo vrby (Salix laevig) náležící k největším v Kalifornii. Rovněž zde roste jediná původní kalifornská palma Washingtonia filifera.